# Hydrictis maculicollis
Hydrictis maculicollis (плямистошия видра) — вид ссавців з підродини видрових (Lutrinae), що мешкає в Субсахарській Африці.

## Етимологія
лат. macula — «плямистий», лат. collis — «шия»

## Поширення
Країни поширення: Ангола, Бенін, Ботсвана, Буркіна-Фасо, Камерун, Центральноафриканська Республіка, Чад, Республіка Конго, Демократична Республіка Конго, Кот-д'Івуар, Екваторіальна Гвінея, Еритрея, Ефіопія, Габон, Гвінея, Гвінея-Бісау, Кенія, Ліберія, Малаві, Малі, Мозамбік, Намібія, Нігер, Нігерія, Руанда, Сьєрра-Леоне, Південна Африка, Судан, Танзанія, Уганда, Замбія, Зімбабве. Мешкає у прісноводних середовищ існування, де вода несолона, чиста і багата рибою на висоті до 2500 м. Прибережна рослинність у вигляді високої трави, очерету або чагарнику необхідна, щоб забезпечити прикриття в періоди бездіяльності.

## Морфологія
Вага, 3–6 кг. Самці більші та важчі, ніж самиці. Середні розміри (в мм) трьох дорослих самців та трьох дорослих самиць, відповідно, з ПАР: довжина голови та тіла, 730 і 585; довжина хвоста, 418 і 430; довжина задніх ступнів, 132 і 113; довжина вух, 19 і 18. L. maculicollis має довгий, тонкий корпус з довгим, що звужується хвостом, приплесканим у спинно-черевному напрямку. На шиї білі відмітини, Ступні повністю перетинчасті й кожен палець має гострий кіготь ≈ 10 мм в довжину. Кігті на задніх ногах, трохи коротші. Голова велика та широка в задній частині та звужується до короткої й широкої морди. Рінаріум (поверхня навколо ніздрів носа) голий. Вуха короткі та круглі. Волосяний покрив варіюється від шоколадного до червонувато-коричневого кольору і рівномірний скрізь. Покривне волосся ≈ 15-20 мм. Горла і верхньої частини грудної клітки строкаті з плямами білого або кремово-білого кольору. Білі плями на шиї та грудях рідко відсутні. Деякі тварини мають білі мітки в пахові області. Підборіддя та верхня губа білі. Колір варіюється між особинами та альбіноси або часткові альбіноси зустрічаються. Зубна формула: i 3/3, c 1/1, p 4/3, m 1/2 = 36.

## Екологічні особливості
L. maculicollis споживає рибу (Barbus, Clarias, Haplochromis, Micropterus salmoides, Salmo trutta, Tilapia) та жаб (в основному Xenopus laevis, Rana). У дикій природі L. maculicollis можуть бути вбиті крокодилами, хоча крокодили, навряд чи обмежують кількість L. maculicollis. Орлан африканський також може вбити молодь.
На озері Вікторія, Танзанії, спаровування відбувається в липні, а дитинчата народжуються у вересні, після вагітності в ≈ 2 місяці. Затримка імплантації, ймовірно, не відбувається. Приплід розміром від 1 до 3 дитинчат. Малюки народжуються сліпими та залишаються з матір'ю до 1 року. Самці не дають піклування батьків.

## Поведінка
L. maculicollis в основному денний вид з піками активності рано вранці та пізно ввечері. Нічна активність зростає під час повного місяця. L. maculicollis можуть подорожувати в групах до 20, хоча як правило, групи <5 осіб.
Під час руху в воді, L. maculicollis пересувається серією коротких (близько 5 м) горизонтальних занурень, виринаючи тільки на мить, перш ніж пірнути знову. Під час подорожі на суші, ця видра в основному, використовує регулярні стежки, які зазвичай є найкоротшою відстанню між двома об'єктами. Видра може ходити, бігти, або бігти галопом, однак, подорожі на суші представляється незручними. Розрахункова швидкість для бігу, галопу і плавання молодої самиці в неволі була 4–5 км/год, 6–7 км/год і 3–4 км/год, відповідно. На землі L. maculicollis може стояти вертикально на задніх лапах. Спить ця видра згорнувшись калачиком. Загалом L. maculicollis рибалить поодинці, але деколи групами. Краби, риби та жаби захоплюються ротом, передні лапи не використовуються. Велику рибу видра виносить на берег, де, допомагаючи руками, споживає. Риболовля зазвичай триває 10–20 хвилин, але може досягати 3 годин.
L. maculicollis знаходить притулок в скельних порожнинах, норах у березі, отворах у кореневій системі, або в густій рослинності. Зір є гострим на коротких дистанціях, але обмежений на відстані понад три метри. У неволі L. maculicollis виявляє рухомі об'єкти на відстані до 10 метрів. Нюх є прекрасний, у неволі можуть реагувати на запах води. Слух чудовий і в неволі видри реагують на своє ім'я. У природних умовах молодь часто дереться граючись.

## Генетика
L. maculicollis має 2n = 40 хромосом і є єдиним видом видра з > 38 хромосомами; FN = 66. Х-хромосома субметацентрична й Y-хромосома метацентрична.

## Загрози та охорона
Чисельність L. maculicollis зменшується у всьому діапазоні, в основному в результаті зміни або деградації прісноводних середовищ існування та прибережної рослинності, посилюється втрата середовища існування, унаслідок підвищення сільськогосподарської діяльності людини. L. maculicollis також вбивають на їжу або шкури, або сприймають як загрозу для птахів, або як конкурента щодо риби. L. maculicollis присутній в численних охоронних районах по її ареалу. Вона включена до Додатка II CITES (як Hydrictis maculicollis).